# Mistr ženských polopostav

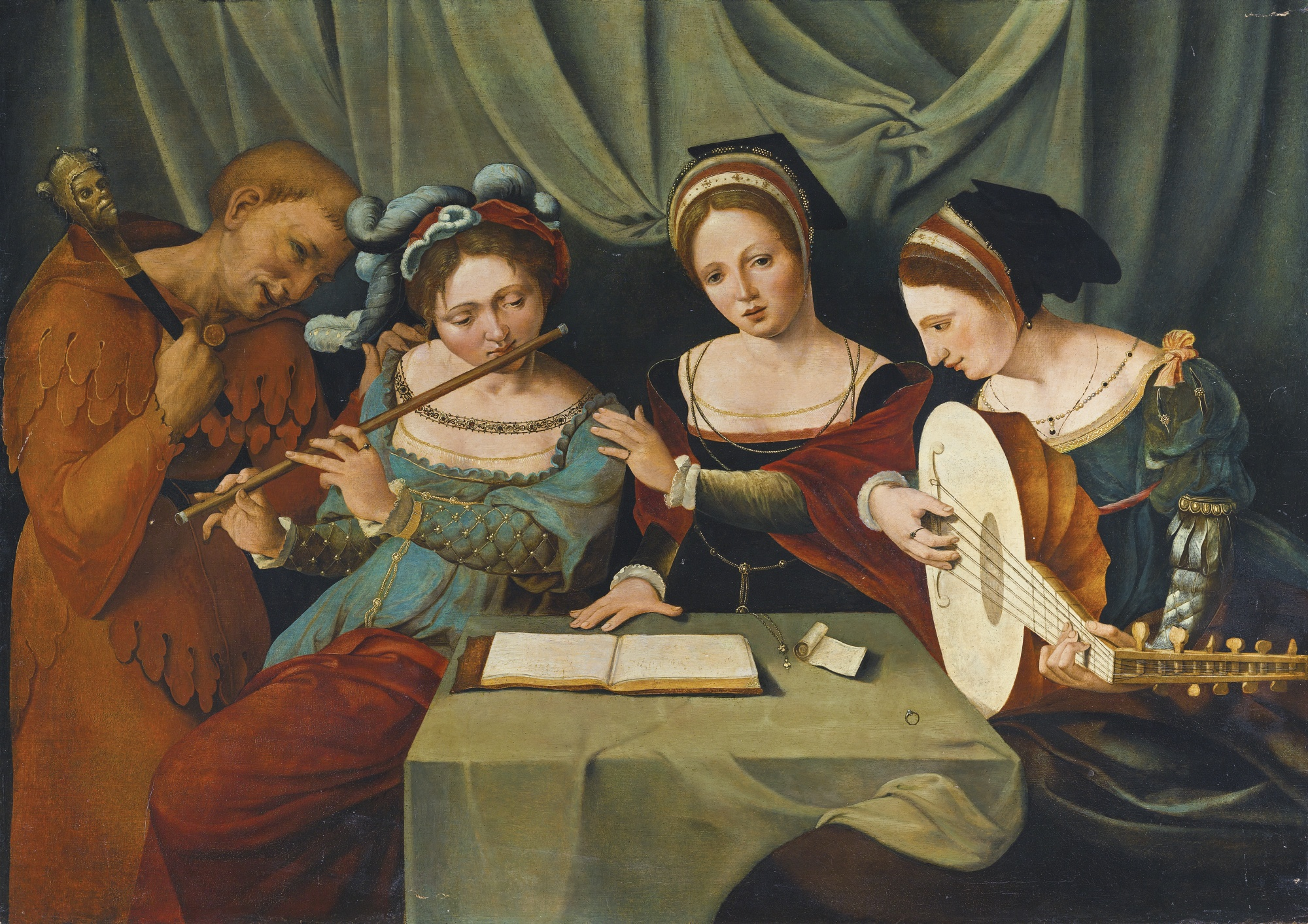
Tři mladé ženy provozují hudbu se šaškem

Mistr ženských polopostav je moderní označení pro dnes neznámého malíře nebo spíš malířskou dílnu působící v 16. století. Toto jméno se poprvé objevilo v 19. století pro identifikaci autora díla, které zahrnovalo 67 obrazů, od té doby mu bylo přisouzeno dalších více než 40 děl.

## Charakteristika děl
Celé dílo je zřejmě produktem velké malířské dílny, která se specializovala na menší obrazy polopostav mladých aristokratických dam. Dámy provozují různé činnosti, jako je čtení, psaní nebo hraní na hudební nástroje, a jsou obvykle umístěny v dřevem obloženém interiéru nebo proti neutrálním pozadí. Některé ženy jsou zobrazeny s nádobou na mast, atributem Máří Magdalény. Mistru ženských polopostav se také připisuje několik obrazů na mytologická témata a napodobenin ustálených kompozic, např. ukřižování, ukládání do hrobu, Marie Sedmibolestné, sv. Jeronýma a sv. Lukrécie.

## Autorova identita
O identitě Mistra, místě jeho působení ani období jeho tvorby nepanuje shoda. Jako místa, kde mohla dílna působit, byla vytipována města Antverpy, Bruggy, Gent, Mechelen, ale také francouzský dvůr. Tvořit mohl na počátku, stejně jako na konci 16. století, častěji se ale předpokládá, že tvořil na počátku 16. století.

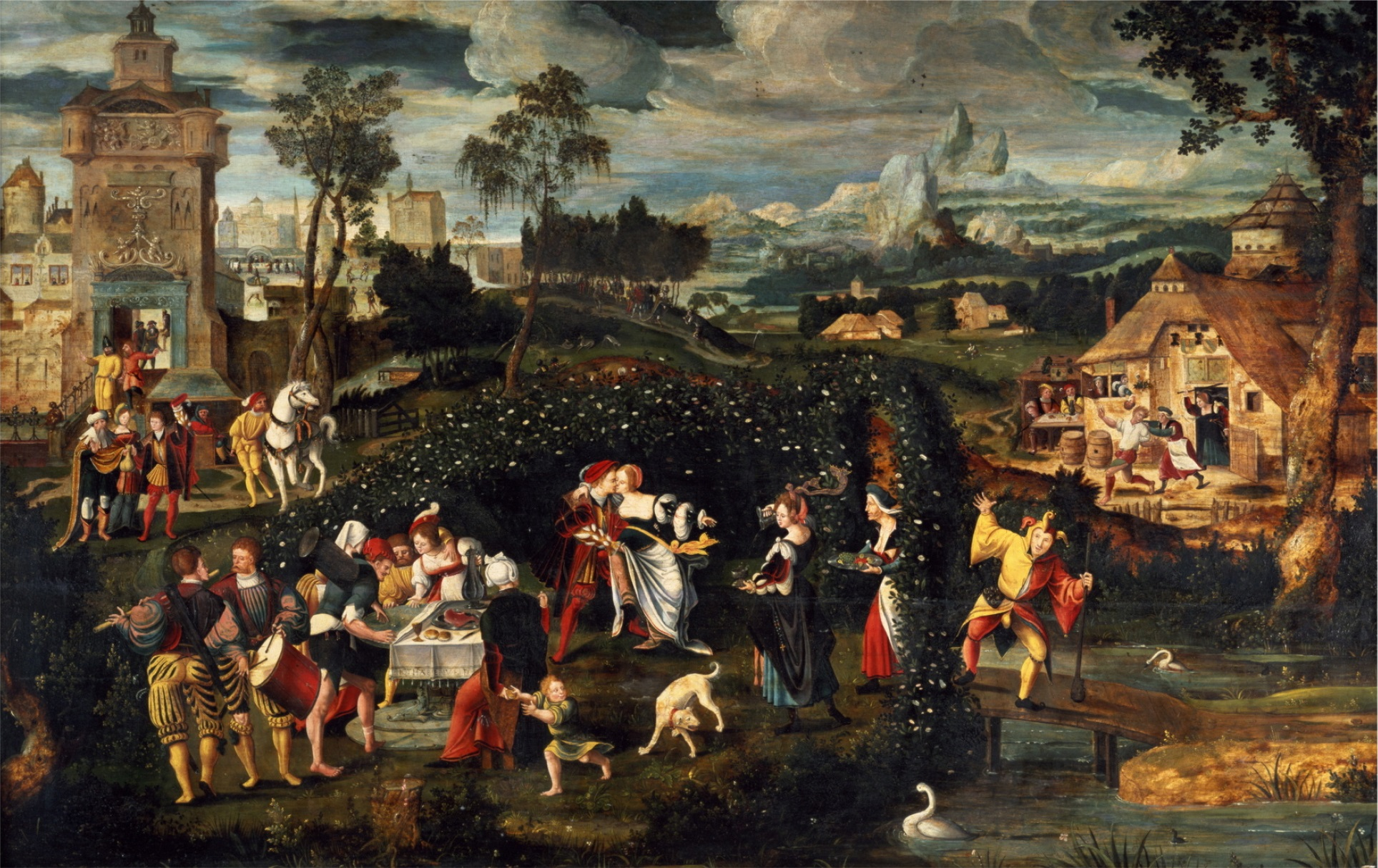
Podobenství o marnotratném synovi

Někteří umělečtí historikové tvrdí, že Mistr musel pracovat v Antverpách nebo Mechelenu ve 20. a 30. letech 16. století, jelikož jeho krajiny jsou podobné těm od Joachima Patinira a ženské postavy se podobají dílům Bernarda van Orleye. Jiní autoři ale pro změnu vypozorovali podobnost mezi dílem Mistra a umělců z Brugg, Ambrosia Bensona a Adriaena Isenbranta.